# 5 mm/35 SMc
5 mm/35 SMc (або просто 5mm-35) - це високопродуктивний набій калібру 5 мм (.20 дюйму). Набій розробили Майкл Макферсон і Байром Смоллі, який як і інші їхні розробки мають назву "SMc" і є запатентованими.

## Опис
Набої SMc були розроблені з метою створення ефективного набою який поєднував в собі низький відбій, низьке виділення тепла та високу швидкість. 5 mm/35 SMc міг досягати швидкості до 1500 м/с при стрільбі кулею Бергера вагою 1,9 г, яка вкрита дисульфідом молібдену зі стволу Pac-Nor довжиною 710 мм, що є набагато вище за комерційний набій .204 Ruger.
Незважаючи на те, що цей набій є кустарним, гвинтівки під набій 5mm/35 можна придбати спеціалізованому магазині Savage Arms.
Патенти на набій US 7210260, US 7086336 та US 2003079639.